# François-Edmond Fortier
Pour les articles homonymes, voir Fortier.
François-Edmond Fortier, né à Plaine (alors dans le département des Vosges), le 2 septembre 1862 et mort à Dakar le 24 février 1928, est un photographe documentariste et un éditeur français.
On lui doit plus de 3 500 cartes postales, témoignages précieux de l’époque coloniale en Afrique occidentale française (AOF).

## Biographie

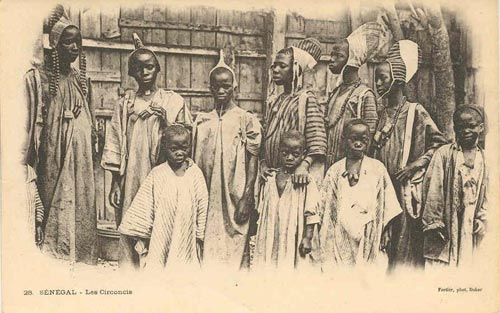
« Sénégal. Les circoncis » (vers 1910)

Né le 2 septembre 1862 à Plaine, François-Edmond Fortier s’installe au Sénégal vers 1897-1898.
De 1902 à 1903, sa première grande expédition le mène au Fouta-Djalon, puis en Haute-Guinée (le Haut-Niger). En 1905-1906, il se rend au Soudan français, l'actuel Mali. Après Kankan, Bamako et Djenné, il parvient à Tombouctou en janvier 1906. Fortier est l'un des premiers photographes professionnels à y travailler après son occupation par le commandant Joffre en 1894.
Il termine ses jours dans son magasin de la Médina de Dakar où il meurt le 24 février 1928.